# إي أن أف جاي

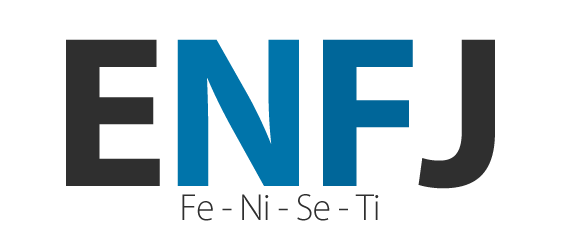

إي أن أف جاي (بالإنجليزية: ENFJ) هو نمط ويسمى أيضا بنمط "البطل" وهو اختصار للجملة الإنجليزية (extraversion, intuition, feeling, judgment) التي تعني إجتماعي، حدسي، عاطفي، منظم. وهو أحد الأنماط أو الشخصيات الستة عشر الموجود في مؤشر مايرز بريغز للأنماط.

## شخصية أو صفات البطل
شخصية البطل "ENFJ" والتي تعني إجتماعي، حدسي أو خيالي، عاطفي، منظم أو صارم. هي واحدة من أقل الشخصيات إنتشاراً بحسب مؤشر مايرز بريغز للأنماط، حيث تمثل نسبة 2% فقط من المجتمع.
وصفات هذا النمط هي الإجتماعية والحدسية أو الخيالية وكذلك العاطفية أو صاحبة المشاعر بالإضافة إلى المنظمة أو الصارمة، وتفسر كالآتي:

### الإجتماعية “E”
يفضلون التفاعل مع الآخرين على الإنطواء. إنهم "يكتسبون" الطاقة من خلال الاتصال بالآخرين، على عكس الانطوائيين الذين يفقدونها في نفس المواقف ويحتاجون إلى العزلة للتعافي، ويحبون أن يكون لديهم دائرة واسعة من المعارف والأصدقاء.

### الحدسية أو الخيالية "N”
يفضل على الحدسية والتخيل على الإحساس. إنهم يركزون وينتبهون على الصورة العامة للشيء أو الموقف بدلا من التركيز على تفاصيله، وعلى السياق بدلا من التركيز على الشيء نفسه، وعلى الاحتمالات المستقبلية للقرارات بدلا من الحقائق والنتائج الفورية.

### العاطفة أو المشاعر "F"
نمط البطل عاطفي وذو مشاعر قوية إلى مدى بعيد، حيث أن مشاعرهم تتحكم فيهم أكثر من تحكمهم بها، وغالبا يوافقون على المساعدة حتى ولو كانت أوضاعهم صعبة، وفي أثناء القرارات، يقوم صاحب شخصية البطل بأخذ اعتبارات الناس والأصحاب أكثر من المنطق.

### المنظم أو الصارم "J"
جادون ومركزون جدا في العمل والخطط، يميلون إلى وضع خطة والالتزام بها بدل من العشوائية في معظم الأوقات، وتعد هذه الصفة من الصفات التي تميزهم بشكل كبير.